# Рогово (городской округ Навашинский)
Рогово — деревня в городском округе Навашинский Нижегородской области России.

## География
Деревня находится в юго-западной части Нижегородской области, в пределах западной части Приволжской возвышенности, в зоне хвойно-широколиственных лесов, на правом берегу реки Матны, на расстоянии приблизительно 30 километров (по прямой) к востоку-северо-востоку (ENE) от Навашина, административного центра района. Абсолютная высота — 116 метров над уровнем моря.
Климат
Климат характеризуется как умеренно континентальный, с умеренно холодной зимой и тёплым относительно коротким летом. Среднегодовая температура — 3,6 °C. Средняя температура воздуха самого тёплого месяца (июля) — 17,9 °C (абсолютный максимум — 37 °C); самого холодного (января) — −12,3 °C (абсолютный минимум — −40 °C). Продолжительность безморозного периода составляет около 206 дней. Снежный покров держится в среднем 154 дня.
Часовой пояс
Деревня Рогово, как и вся Нижегородская область, находится в часовой зоне МСК (московское время). Смещение применяемого времени относительно UTC составляет +3:00.

## Население
| 2002 | 2010 |
| ---- | ---- |
| 166  | ↘141 |

Национальный состав
Согласно результатам переписи 2002 года, в национальной структуре населения русские составляли 100 % из 166 чел.